# Église Saint-Jean-Baptiste de Molenbeek-Saint-Jean
Pour les articles homonymes, voir Église Saint-Jean-Baptiste.
L’église Saint-Jean-Baptiste (en néerlandais : Sint-Jan-de-Doperkerk) est un édifice religieux catholique de style Art déco se trouvant à Molenbeek-Saint-Jean, une des communes occidentales de la ville de Bruxelles. Construite en 1931 elle remplace un édifice du XIXe siècle, devenu vétuste, qui avait remplacé l’ancienne église médiévale du Xe siècle, déjà dédiée à saint Jean-Baptiste. L’église, qui est paroisse catholique, a donné son nom à la commune: Molenbeek-Saint-Jean.

## Histoire

### Église médiévale
Déjà au IXe siècle il y avait à Molenbeek une église dédiée à saint Jean-Baptiste à la suite d'un legs de sainte Gertrude de Nivelles dont la statue orne le transept de l'édifice actuel. Il y eut des édifices successifs dont la chronologie et les emplacements ne sont pas clairement déterminés.  La paroisse elle-même semble être antérieure au IXe siècle et comprenait également, à partir de la fin du XIIe siècle une chapelle sainte-Catherine qui, séparée du village par le mur d’enceinte de Bruxelles, devint progressivement l’église Sainte-Catherine. Selon la légende du Sacrement du Miracle, en automne 1369, Jonathas, un Juif riche d'Enghien, aurait persuadé son compatriote bruxellois Jean de Louvain (récemment converti au christianisme) de voler des hosties de cette chapelle,.
La paroisse de Molenbeek dépend du chapitre de la collégiale Sainte-Gudule de Bruxelles. Ce qui est confirmé par une bulle du pape Alexandre III en 1174. Cela n’empêche pas le curé de Molenbeek d’être plusieurs fois en conflit avec les chanoines de Sainte-Gudule, entre autres à propos de l’établissement d’un couvent féminin près de la porte Sainte-Catherine (1238), ou au sujet du béguinage Notre-Dame de la Vigne (dont il reste aujourd’hui l'église Saint-Jean-Baptiste-au-Béguinage) en 1250 ou encore l’ouverture d’une école en 1451.   

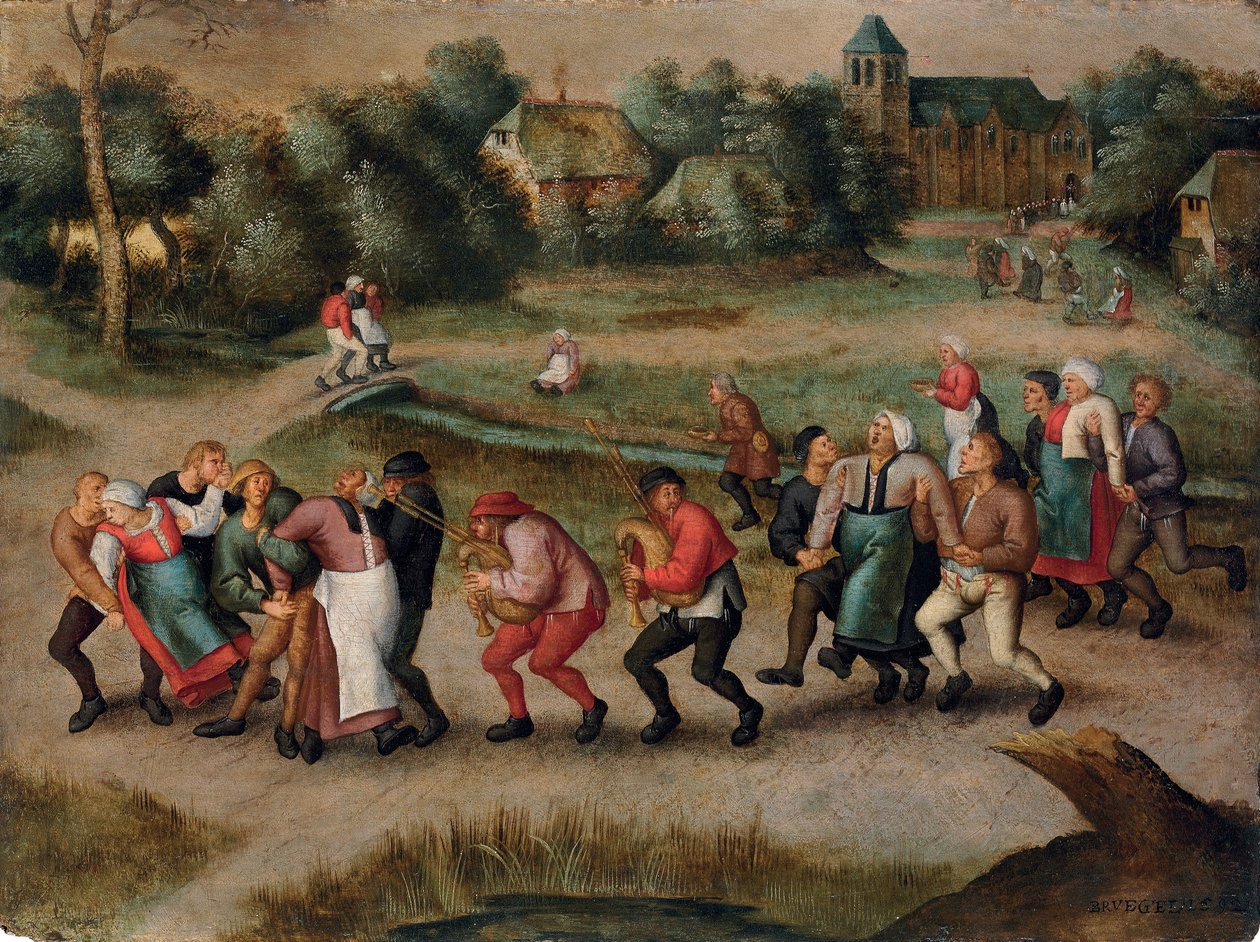
Les danseurs de la Saint-Jean, une toile de Pierre Brueghel le Jeune (1592)

Autour de l’église Saint-Jean-Baptiste se développe la tradition d’un pèlerinage spécial de ceux qui souffrent d’épilepsie. Le jour de la Saint-Jean (24 juin) - juste après le solstice d'été - se déroule une procession dansante semblable à celle d’Echternach.
Les malades souffrant d’épilepsie pouvaient être libérés de leur mal durant un an s’ils se rendaient en dansant à l’église Saint-Jean et traversaient le pont sans que leurs pieds ne touchent le sol. Un tableau de Pierre Bruegel le Jeune (datant de 1592) illustre cette scène d’une procession de danseurs accompagnés de joueurs de cornemuse, portant les malades afin qu’ils évitent de mettre les pieds sur le pont enjambant la Senne (?) et se dirigeant vers l’église Saint-Jean. Une autre légende donnait à la rosée apparaissant au matin de la Saint-Jean des pouvoirs de guérison. 
L’église médiévale Saint-Jean-Baptiste fut détruite en 1578 lorsque les calvinistes contrôlaient Bruxelles. Les troubles religieux incitèrent le curé de Molenbeek à faire de la chapelle Sainte-Catherine son église principale. Cependant l’église Saint-Jean-Baptiste sera reconstruite.

### AuXIXesiècle
En 1834-1836 une nouvelle église Saint-Jean-Baptiste est construite suivant les plans de l’architecte bruxellois Louis Spaak. Cependant le nouvel édifice est bientôt exigu, n’ayant pas été conçu pour une paroisse dont l'exapansion est rapide durant la seconde moitié du XIXe siècle. De plus des problèmes causés par l’humidité se présentent. Au début du XXe siècle on songe déjà à son remplacement, mais le conseil de fabrique de l'église n'a pas les ressources pour une telle opération. En fait Molenbeek n’était pas un cas unique. Au début du XXe siècle de nombreuses nouvelles paroisses étaient créées dans les faubourgs de Bruxelles. 
Dans les années 1920 Le bourgmestre de Molenbeek-Saint-Jean, Louis Mettewie, bien que socialiste anticlérical, fit intervenir financièrement le conseil communal, estimant que sa commune était digne d’une nouvelle église à la hauteur de sa réputation de ‘Manchester belge’.

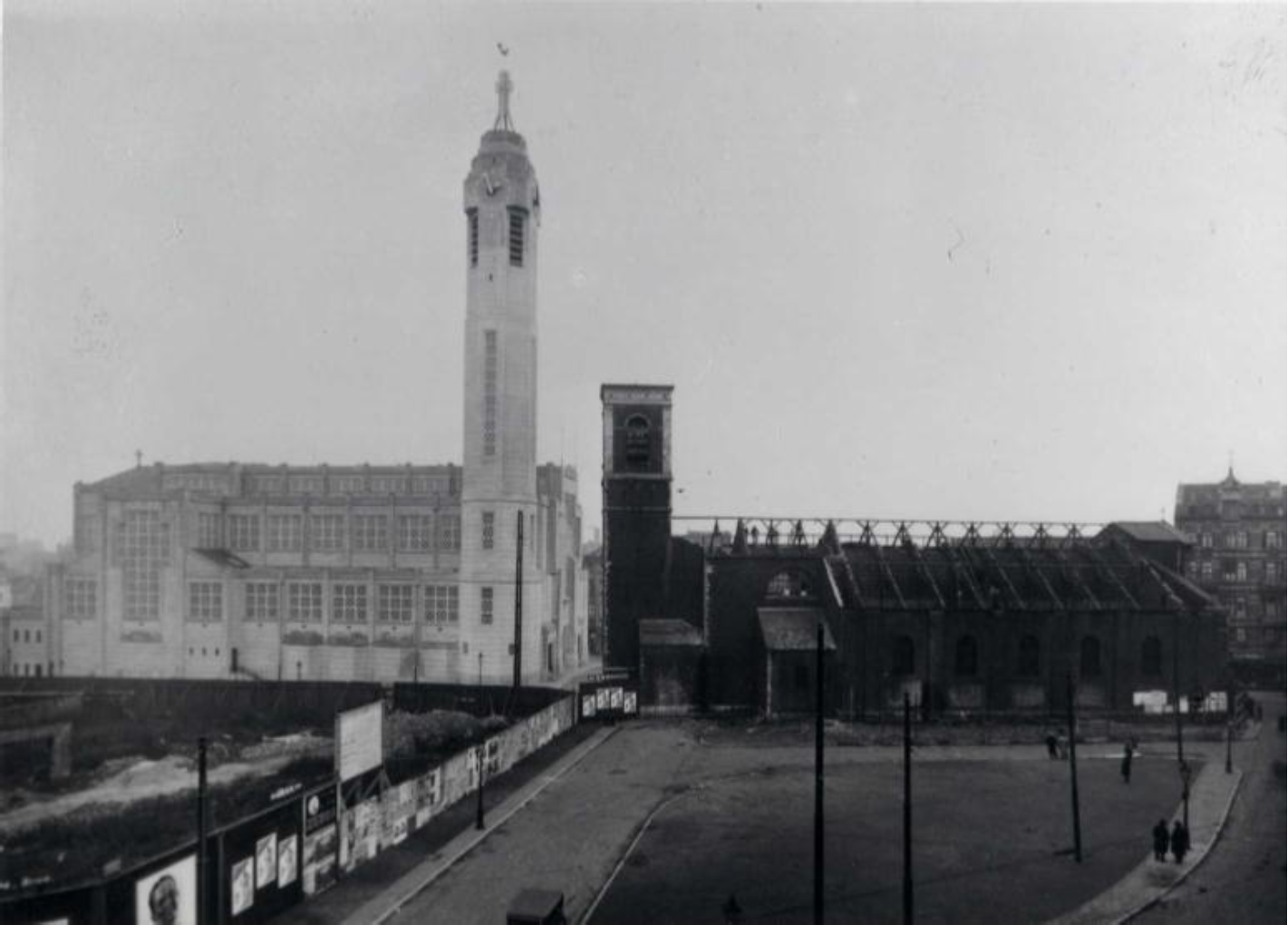
Les nouvelle et ancienne églises Saint-Jean-Baptiste - la seconde en voie de démolition - coexistent quelque temps (1932)

### Art déco duXXesiècle
Le projet de la nouvelle église est confié à l’architecte Joseph Diongre. L’édifice, première église de Bruxelles en béton armé, est construit à côté de l’ancienne qui sera démolie, une fois le projet achevé laissant un espace où fut aménagé le parvis Saint-Jean-Baptiste.
Le choix du béton armé, plutôt que la brique ou la pierre, est motivé par des raisons financières. À la fin des années 1920 la crise économique se fait sentir. L’édifice est de grande dimension mais les coûts de construction sont maintenus à cinq millions de franc belge (après une estimation initiale de 9 millions). Même les cadres de fenêtres et vitraux (604 d’entre eux) sont en béton préfabriqué. Ces techniques modernes permettent la construction de l’édifice en un temps record. Les plans sont signés le 20 août 1930. La première pierre est posée par le cardinal Van Roey le 11 mai 1931 et, achevée en quinze mois, l’église est inaugurée en 1932.

## Description

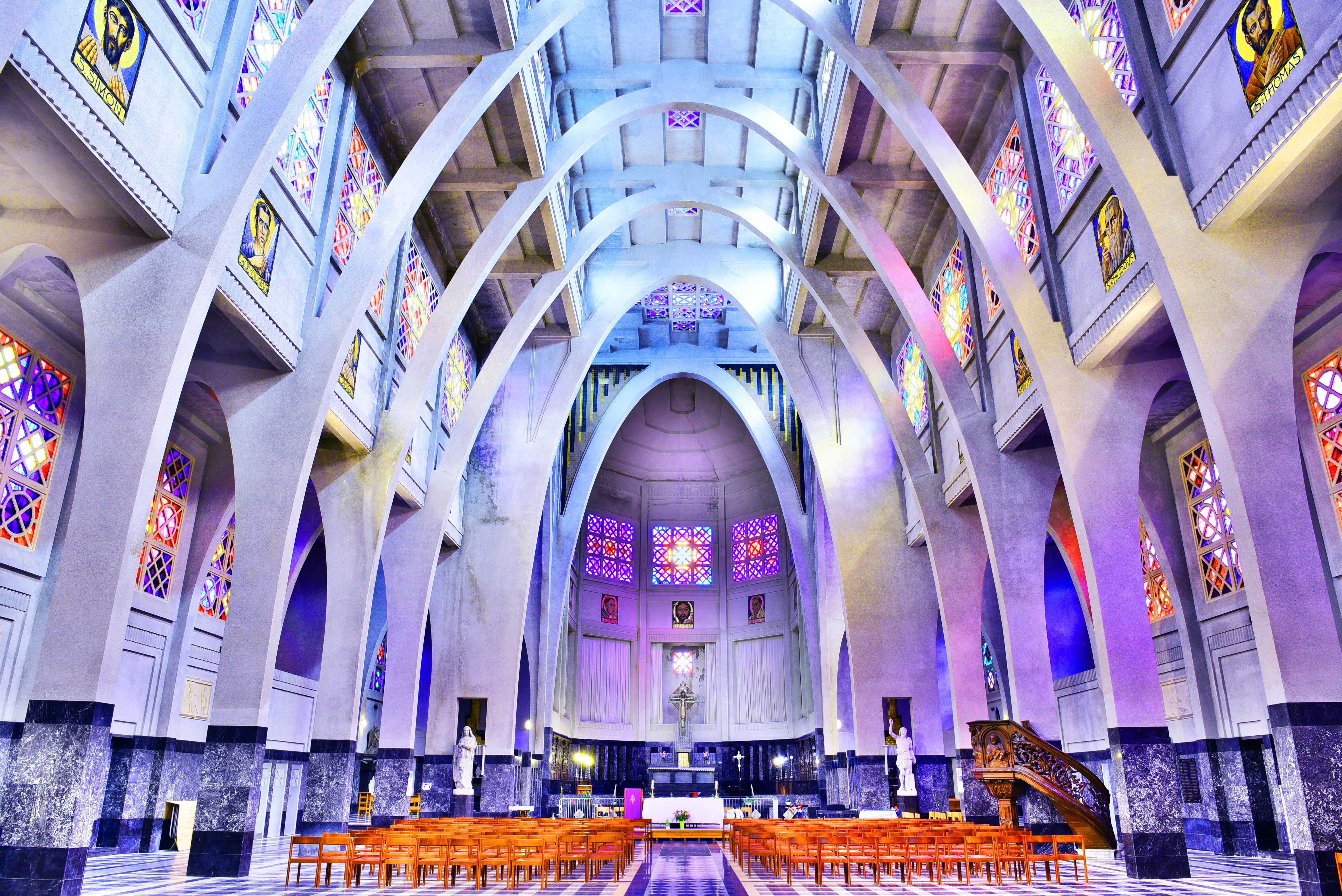
Intérieur avec les arcs monumentaux en béton. En bas à droite la chaire et la statue de saint Jean-Baptiste.

- Extérieur : Le nouvel édifice est résolument Art déco. Il peut accommoder des milliers de fidèles. A l’extérieur la structure en béton est en partie couverte de pierre de Brauvilliers. Au dessus de la porte d’entrée centrale se trouve un bas relief illustrant le baptême du Christ (par saint Jean-Baptiste) qui est œuvre de Albert Aebly (1897-1971).  Le vitrail de façade est une énorme croix latine de verre. Le clocher octogonal, haut, élancé et ayant à son sommet une horloge moderne flanque le côté gauche de la façade. Il est accessible au public. Un escalier de 292 marches conduit à une plateforme, à la hauteur de 68 mètres, d'où l'on peut avoir une vue circulaire de Bruxelles.

- Intérieur : L’intérieur est lumineux. Espace et volume sont déterminés par des colonnes qui forment des arcs paraboliques élancés vers le centre, créant une nef de haute dimension, et d’autres plutôt symboliques vers les deux bas-côtés, dont l’espace est à peine séparé de celui de la nef. Les six arcs de la nef ont 23 mètres de haut. L’ensemble semble inspiré du travail architectural d'Henry Lacoste et l'église en béton de 1919 sise à  Bléharies ( Tournai) et peut-être d’Auguste Perret que Joseph Diongre semblerait avoir connu. Le travail des vitraux et les compositions béton-verre font penser à l’église Notre-Dame du Raincy, de Paris. Les vitraux non figuratifs proviennent de l’atelier bruxellois de Frans David Crickx (1893-1979).

- Certains éléments intérieurs furent récupérés de l’ancienne église, ainsi les stalles du chœur qui datent du XVIIe siècle et une statue de saint Jean-Baptiste du XVIIIe siècle qui est œuvre de Pierre-Joseph Verhagen.

Le bâtiment est protégé par une décision du 29 février 1984 et fut rénové au début du XXIe siècle. Les célébrations eucharistiques aujourd'hui attirent les catholiques en particulier africains. De 2013 à 2019, le curé de la paroisse était le père Aurélien Bollevis Saniko (d) et depuis 2019 le père Étienne Kangue Essiben, tous deux d'origine camerounaise et membres de la Congrégation du Saint-Esprit.

## L’orgue
L’orgue de Saint-Jean-Baptiste était construit par la Manufacture d’orgues luxembourgeoise Georges Haupt à Lintgen. Il était inauguré le dimanche 18 décembre 1932 par le Cardinal Joseph-Ernest Van Roey et joué la première fois par Jean-Marie Plum.
L’instrument à transmissions électropneumatiques n’est plus jouable depuis au moins 1990 et en raison du mauvais état de la console c’est possible que la composition suivante n'est pas tout à fait complet. Il est très probable qu'il existe une Fourniture et une Flûte 4' au Grand Orgue et un jeu doux 8' à la pédale, mais ça n’est pas vérifié au contraire des jeux suivantes:
| I Grand Orgue C–a3 |                  |      |
| 1.                 | Montre           | 16′  |
| 2.                 | Montre           | 8′   |
| 3.                 | Flûte harmonique | 8′   |
| 4.                 | Bourdon doux     | 8′   |
| 5.                 | Gambe            | 8′   |
| 6.                 | Prestant         | 4′   |
| 7.                 | Nazard           | 2/3′ |
| 8.                 | Doublette        | 2′   |
| 9.                 | Cornet II-IV     |      |
| 10.                | Bombarde         | 16′  |
| 11.                | Trompette        | 8′   |
| 12.                | Clairon          | 4′   |

| II Positif expressif C–a3 |                   |       |
| 13.                       | Montre            | 8′    |
| 14.                       | Bourdon           | 8′    |
| 15.                       | Salicional        | 8′    |
| 16.                       | Cor de nuit       | 4′    |
| 17.                       | Flageolet         | 2′    |
| 18.                       | Tierce            | 13/5′ |
| 19.                       | Fourniture III-IV |       |
| 20.                       | Cromhorne         | 8′    |
| 21.                       | Voix humaine      | 8′    |
|                           | Tremolo           |       |

| III Récit expressif C–a3 |                              |      |
| 22.                      | Quintaton                    | 16′  |
| 23.                      | Diapason                     | 8′   |
| 24.                      | Flûte ouverte                | 8′   |
| 25.                      | Viole de Gambe               | 8′   |
| 26.                      | Voix céleste                 | 8′   |
| 27.                      | Flûte octaviante             | 4′   |
| 28.                      | Flûte à fuseau               | 2′   |
| 29.                      | Larigot                      | 1/3′ |
| 30.                      | Fourniture et Cymbale III-IV |      |
| 31.                      | Rankett                      | 16′  |
| 32.                      | Hautbois                     | 8′   |
| 33.                      | Cor harmonique               | 4′   |
|                          | Tremolo                      |      |

| Pédale C– |               |     |
| 34.       | Contrebasse   | 16′ |
| 35.       | Sous-basse    | 16′ |
|           | Quintaton     | 16′ |
| 36.       | Octave-basse  | 8′  |
| 37.       | Flûte ouverte | 4′  |
| 38.       | Bombarde      | 16′ |
|           | Rankett       | 16′ |
| 39.       | Trompette     | 8′  |
| 40.       | Clairon       | 4′  |

- Accouplements: Accouplements et Tirasses normales, diverses Accouplements graves et aigües
- Autres fonctions: Deux combinaisons libre (une à la console petite[Anm. 2]), diverses combinaisons fixes, Crescendo, Unison annulateur pour II et III, annulateurs pour les anches

Notes:
1. 1 2  Transmissions du Récit expressif (III)
2. ↑  Il existe une deuxième console pneumatique sans pédale qui permettait de jouer seulement le Récit expressif sans courant électrique

## Source
La page est une adaptation de l'article se trouvant sur la Wikipedia néerlandophone.